# Gangsta (canción de Kat Dahlia)
«Gangsta» —en español: «Gangsta» es una canción hip hop interpretada por la cantante estadounidense Kat Dahlia e incluida en su primer álbum de estudio, My Garden (2015). Fue publicado bajo el sello Epic Records. El tema fue escrito por la propia Dahlia siendo considerado como una canción autobiográfica en la cual contaba sucesos de su vida antes de su ascenso a la fama.
El vídeo musical fue publicado en su canal oficial de VEVO el 5 de marzo de 2013 y a la fecha cuenta con más de 8 millones de reproducciones. Tiempo después, fue publicado una versión en español en formato vídeo lyric el cual ya cuenta con más 130 000 reproducciones convirtiéndola en una de las cantantes más importantes del panorama musical.

## Formatos
| Sencillo en CD digital - (en inglés) |                               |          |  |
| N.º                                  | Título                        | Duración |  |
| 1.                                   | «Gangsta»                     | 4:05     |  |
| 2.                                   | «Mirror»                      | 4:17     |  |
| 3.                                   | «Money Party» (feat. Polly A) | 3:38     |  |

| Sencillo en CD digital - (en español) |                      |          |  |
| N.º                                   | Título               | Duración |  |
| 1.                                    | «Gangsta en Español» | 4:05     |  |